# Josef Ferdinand Fromiller

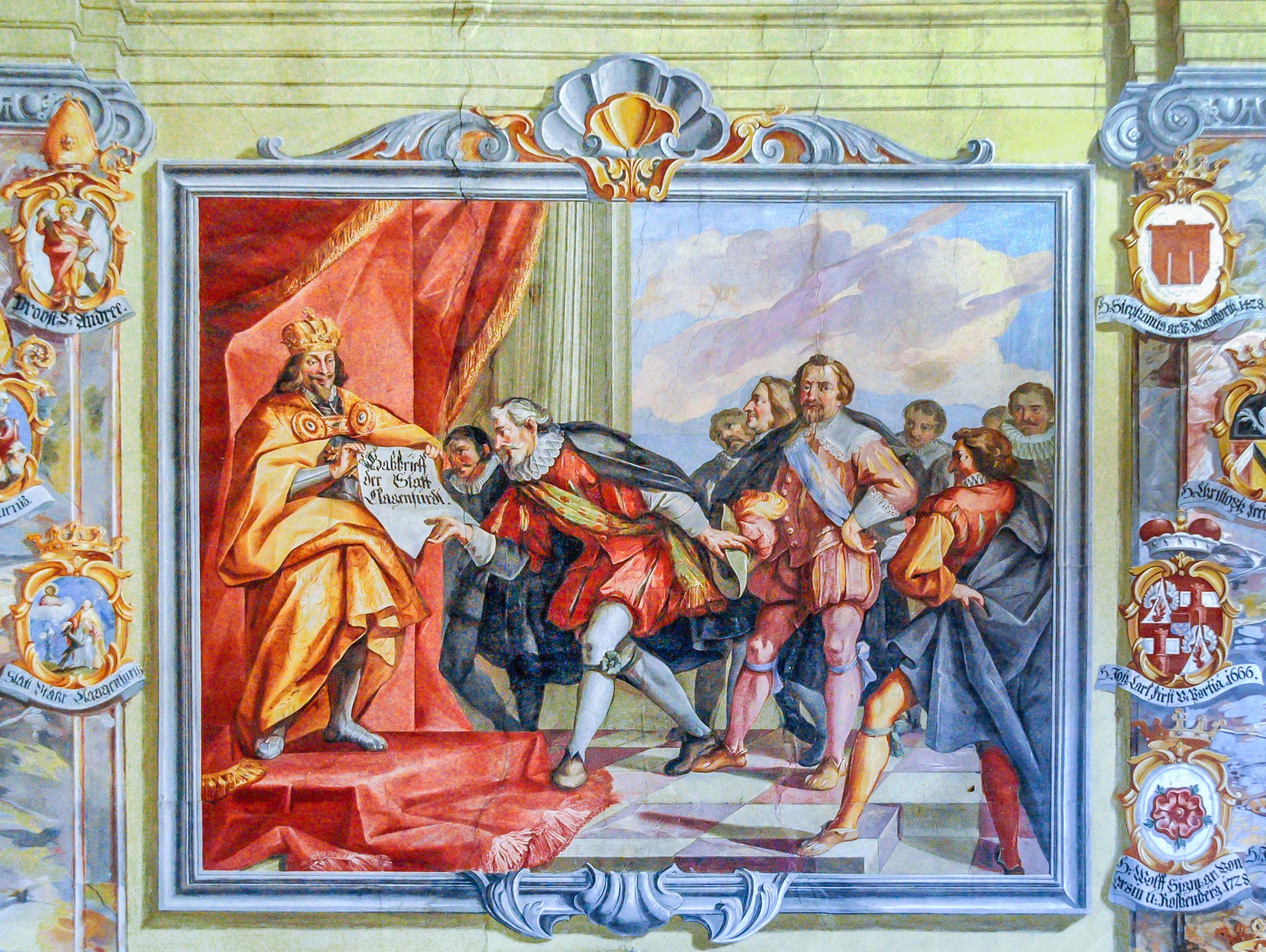
Gabbrief von Maximilian I. an die Landstände, Großer Wappensaal im Klagenfurter Landhaus

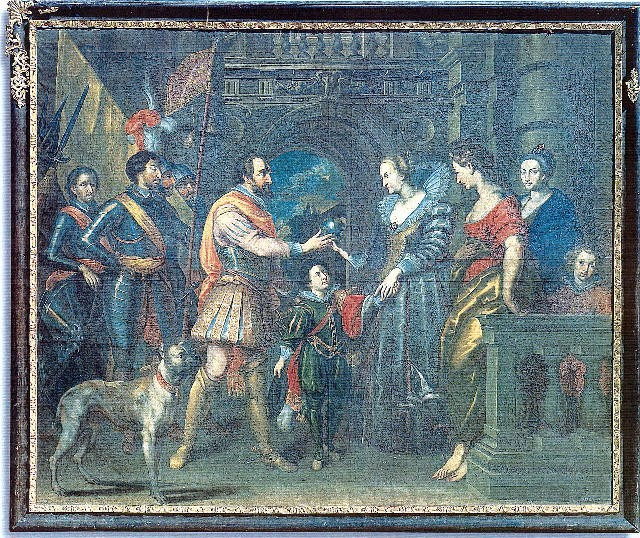
Heinrich IV. übergibt die Regierung an Maria von Medici

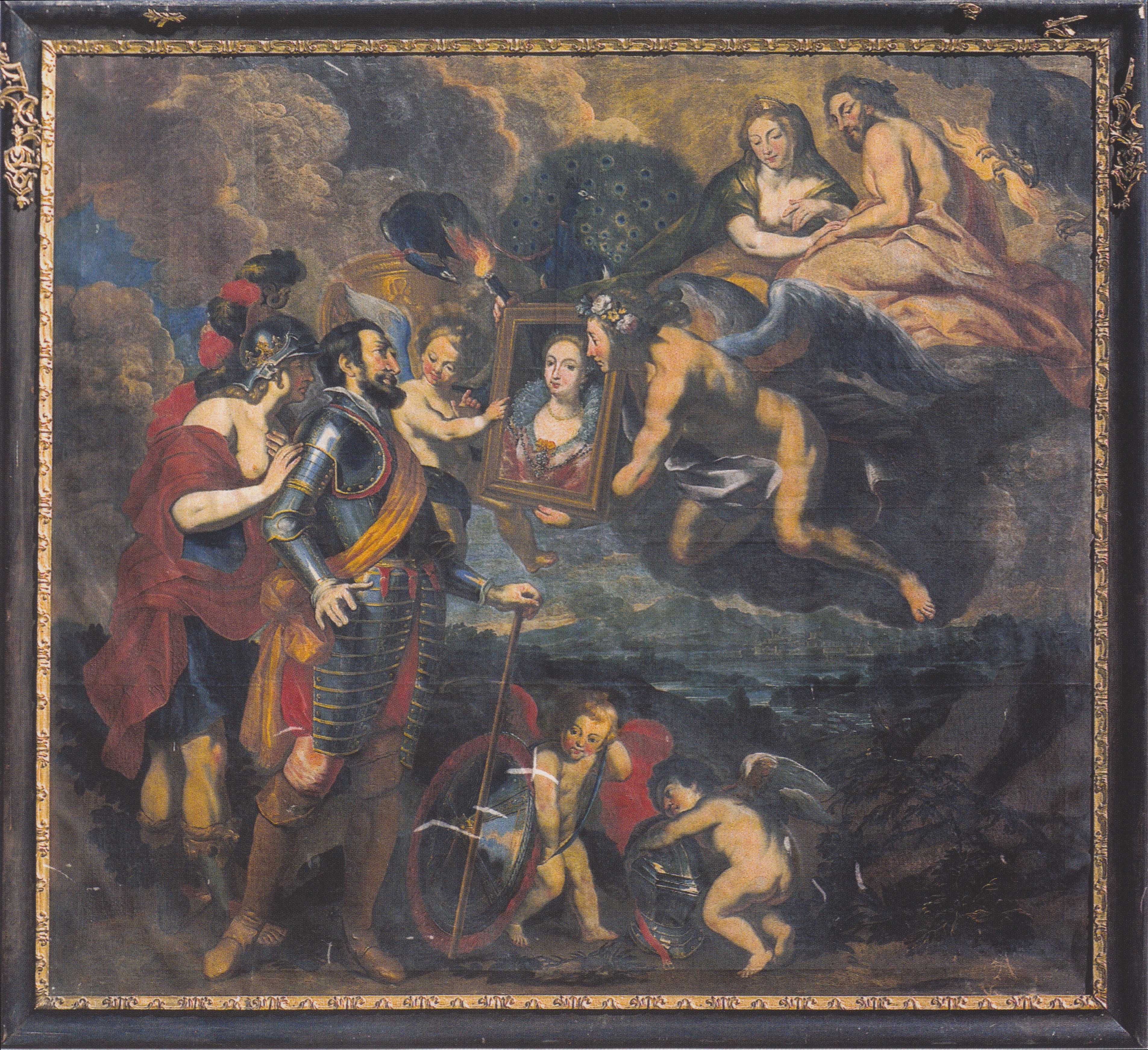
Heinrich IV. empfängt das Bildnis der Maria von Medici

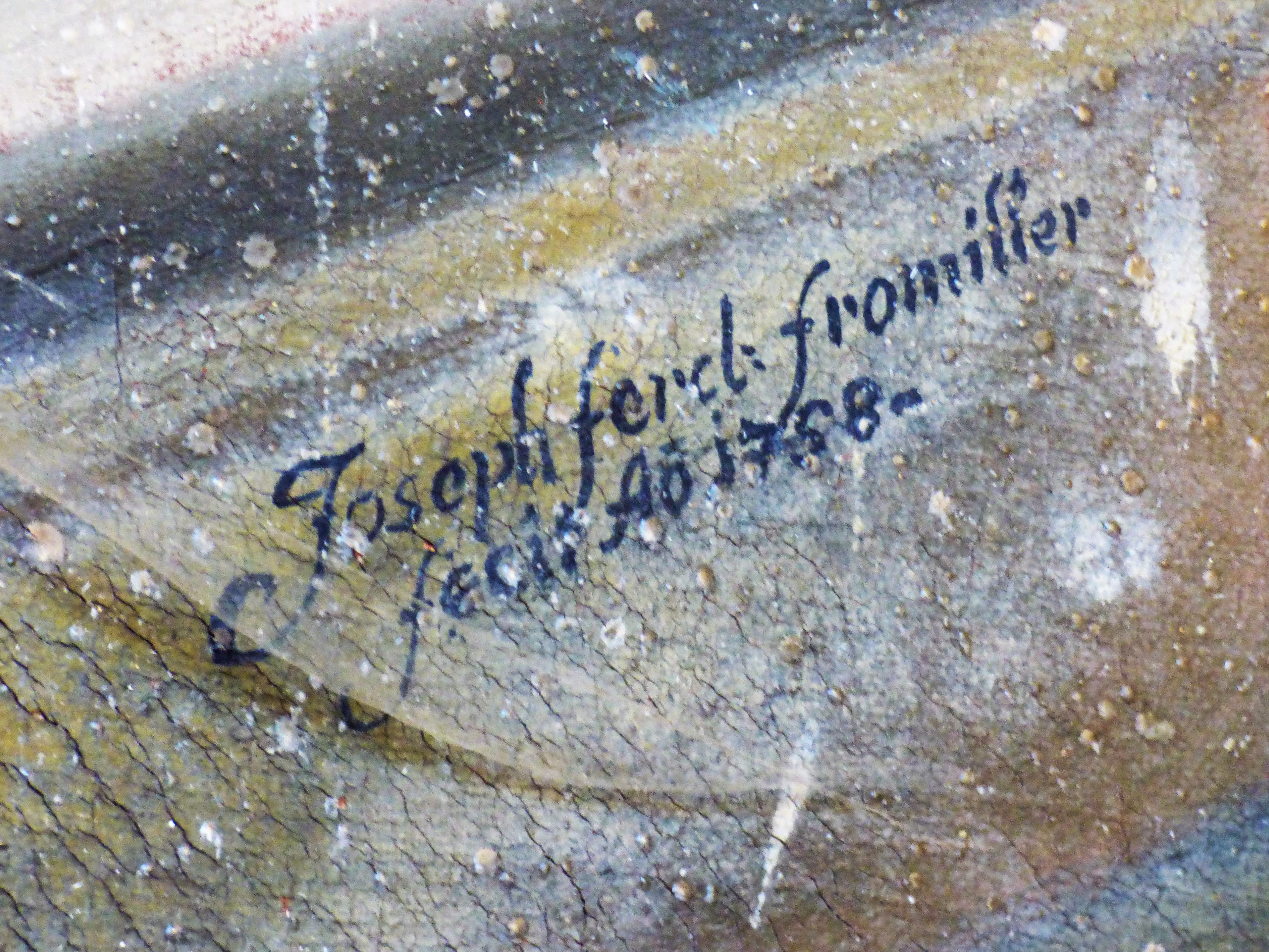
Signatur Fromillers auf einem seiner letzten Werke, 1758 im Klösterle (Innerteuchen)

Josef Ferdinand Fromiller (* 1693 in Oberdrauburg; † 9. Dezember 1760 in Klagenfurt) war ein bedeutender österreichischer Maler des Barocks.

## Leben
Fromiller, der ab etwa 1733 für den Adel und für den Klerus arbeitete und sich selbst als „Landschaftlicher Historien Maler“ bezeichnete, wurde insbesondere für sein Hauptwerk berühmt, seine um 1740 entstandenen Fresken im Großen Wappensaal im Klagenfurter Landhaus. Hier ist als Deckenbild die Huldigung Kaiser Karl VI. zu sehen, an der Nordwand die Zeremonie der Kärntner Herzogseinsetzung und an der Südwand die Übergabe des Gabbriefes (Schenkungsurkunde) der Stadt Klagenfurt. 
Auch weitere bekannte, monumentale Fresken in Kärnten stammen von Fromiller, beispielsweise im Stift Ossiach und in der Klagenfurter Burgkapelle. Auch zahlreiche Altarbilder, Porträts, Historienbilder, Stillleben und Kupferstiche zählen zu seinem Werk.
Fromiller erwarb ein Haus am Benediktinerplatz in Klagenfurt (heute Nr. 8), in dem er auch starb. An dessen Fassade ist eine Gedenktafel angebracht. Eine Straße in Klagenfurt ist nach ihm benannt.

## Werke
- Fresken im Wappensaal im Klagenfurter Landhaus
- Fresken von Schloss Trabuschgen in der Gemeinde Obervellach
- Altarbilder von Stift Ossiach
- Fresken in der Schlosskirche „Zum kostbaren Blut“ im Schloss Wernberg
- Historienbilder (nach „Medici-Zyklus“ von Peter Paul Rubens)
- 4 monochrome Freskenmedaillons im Presbyterium der Wallfahrtskirche Maria Elend

## Schriften
- Grintliche Anleitung zu der Edlen Reis und Mahl Kunst, Selbstverlag, Klagenfurt 1744 (ein Lehrbuch zur Malerei mit eigenen Radierungen)